# Roberto Devereux
Roberto Devereux este o operă care a fost compusă de Gaetano Donizetti în 1837.
Anglia, 1599. Robert Devereux, contele de Essex și favoritul reginei Elisabeta I, este trimis în Irlanda cu o armată pentru a-i învinge pe rebelii irlandezi. După o campanie nereușită și împotriva ordinelor reginei, el se întoarce în Anglia, unde acțiunile sale sunt considerate o dezertare a datoriei. Povestea operei se inspiră din evenimentele din următorii doi ani, care sunt condensate pe parcursul a câteva zile.